# Серкан Асан
Серкан Асан (тур. Serkan Asan, нар. 28 квітня 1999, Акчаабат, Туреччина) — турецький футболіст, фланговий захисник клубу «Трабзонспор».

## Ігрова кар'єра

### Клубна
Серкан Асан є вихованцем футбольної академії клубу «Трабзонспор». З 2018 року футболіста почали залучати до занять першої команди. У 2019 році Асан підписав з клубом перший професійний контракт. Сезон 2018/19 футболіст провів в оренді у клубі Третього дивізіону «1461 Трабзон». Його дебют на вищому рівні відбувся у листопаді 2019 року у матчі Ліги Європи проти російського «Краснодара».
В подальшому захисник забронював за собою постійне місце на фланзі оборони «Трабзонспора», з яким ставав чемпіоном країни та двічі вигравав національний кубок.

### Збірна
У 2020 році Серкан Асан зіграв три гри у складі молодіжної збірної Туреччини.

## Титули
Трабзонспор
 Чемпіон Туреччини: 2021/22
 Переможець Кубка Туреччини: 2019/20
 Переможець Суперкубка Туреччини (2): 2020, 2022